# Jurij Dmytrulin
Jurij Mychajlovyč Dmytrulin (in ucraino Юрiй Михайлович Дмитрулін?; Snihurivka, 10 febbraio 1975) è un ex calciatore ucraino, di ruolo difensore.

## Palmarès

### Club

#### Competizioni nazionali
- Campionato ucraino: 7

Dinamo Kiev: 1996-1997, 1997-1998, 1998-1999, 1999-2000, 2000-2001, 2002-2003, 2003-2004
- Coppa d'Ucraina: 4

Dinamo Kiev: 1997-1998, 1998-1999, 1999-2000, 2002-2003
- Supercoppa d'Ucraina: 1

Dinamo Kiev: 2004

#### Competizioni internazionali
- Coppa dei Campioni della CSI: 4

Dinamo Kiev: 1996, 1997, 1998, 2002